# Wotanorden
Wotanorden е нсбм/блек метъл група, основана през 1996 година в щата Пенсилвания.

## Дискография
- From the Storm Come the Wolves [Full-length] (2003)
- Aryan Culture Preservation [Full-length] (2006)[2]